# Edward Gierwiałło

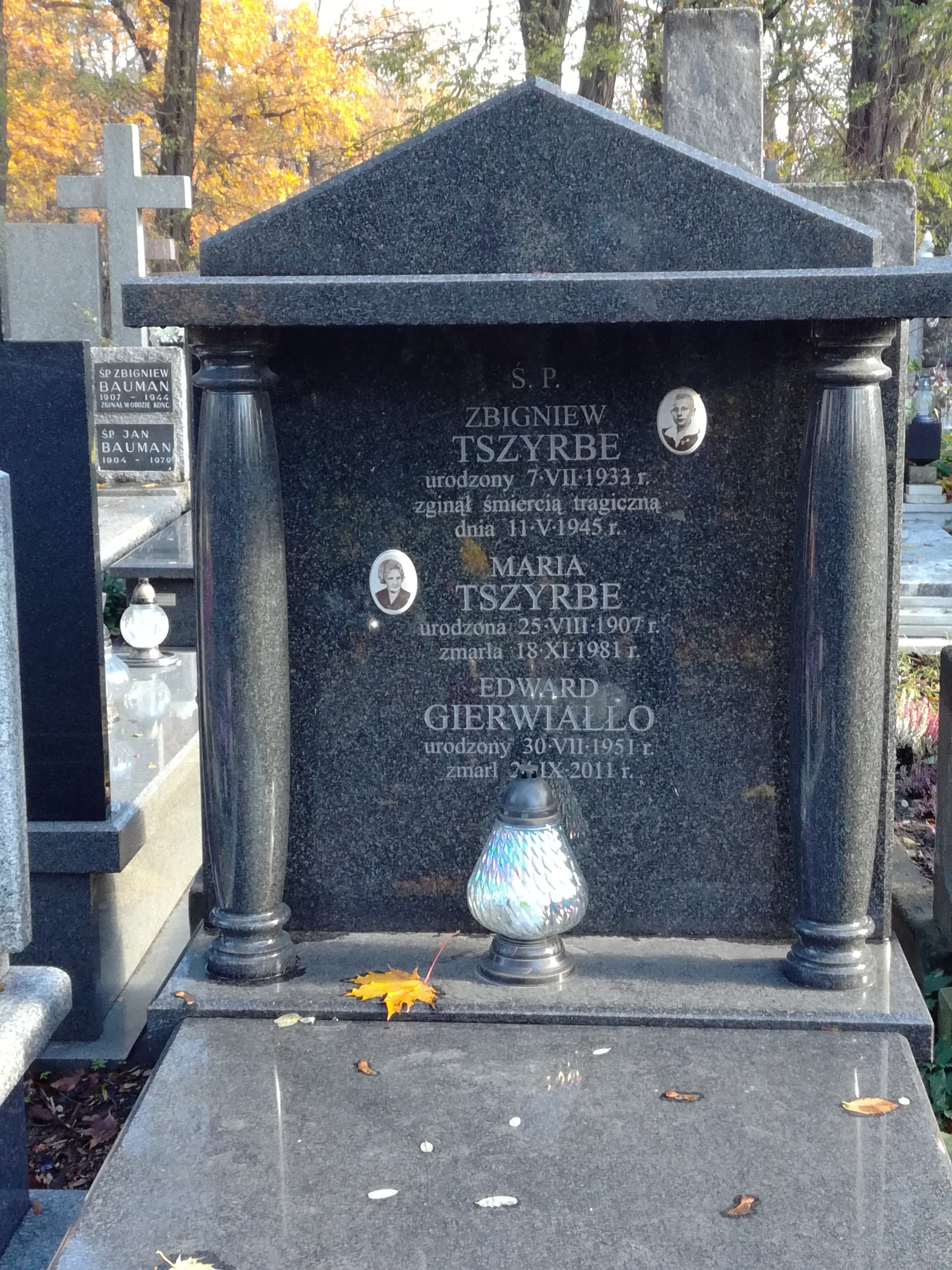
Grób Edwarda Gierwiałły na cmentarzu Bródnowskim

Edward Gierwiałło (ur. 30 lipca 1951, zm. 24 września 2011 w Warszawie) – polski przedsiębiorca, producent filmowy, współzałożyciel firmy deweloperskiej Edbud w 1992.

## Życiorys
W 1992 roku współzałożył przedsiębiorstwo budowlane Edbud, którego był prezesem i największym akcjonariuszem. W 2004 był producentem komedii kryminalnej Lawstorant, która miała swoją premierę w 2005 roku.
9 lipca 2012 roku został pośmiertnie wyróżniony tytułem Honorowego Obywatela Miasta Tarczyn za „działania na rzecz rozwoju społeczności lokalnej, wspieranie gminy Tarczyn poprzez swoje umiejętne, konstruktywne działania, przyczyniające się do poprawy jej wizerunku, a przede wszystkim za wielką troskę o dobro swojej Małej Ojczyzny”.  

## Życie prywatne
Mieszkał w Świętochowie. Był mężem pisarki i poetki Lidii Gierwiałło. Miał dwóch synów: Michała i Mateusza oraz dwie córki: Martę i Aleksandrę. Uroczystości pogrzebowe rozpoczęły się 30 września 2011 roku, mszą świętą w kościele pw. św. Ojca Pio w Warszawie; następnie Gierwiałło został pochowany na cmentarzu Bródnowskim w Warszawie (kwatera 25C-6-13).